# Sergio Salas
Sergio Salas (28 de junio de 1978), futbolista chileno. Nació en Concepción. Juega de volante tanto defensivo como de salida, también juega como lateral y su pierna hábil es la derecha. Se formó en las series menores de Huachipato para luego jugar en Talcahuano, Iberia Bio Bío, Antofagasta, Club de Deportes Temuco y Santiago Wanderers. 
El 2008 después de su paso por el Club Deportes Cobresal es llamado por Gustavo Huerta para conformar el plantel de ascenso de Santiago Wanderers donde se caracteriza por su irregular campaña. Con la llegada de Jorge Aravena fue dejado a un lado del plantel pero después por las constantes lesiones y suspensiones de sus compañeros volvió a ser titular esta vez empezando a ser un poco más regular que en el Torneo de Apertura.
A pesar de haber subido su rendimiento en Wanderers finalmente el técnico Jorge Aravena lo dejó fuera de sus planes para el 2009 por lo cual se le decidió no renovarle el contrato.

## Clubes
| Club                 | País  | Años      |
| -------------------- | ----- | --------- |
| Deportes Talcahuano  | Chile | 1996-1997 |
| Iberia               | Chile | 1998      |
| Deportes Antofagasta | Chile | 1999-2004 |
| Deportes Temuco      | Chile | 2004      |
| Santiago Wanderers   | Chile | 2005-2006 |
| Ñublense             | Chile | 2006-2007 |
| Cobresal             | Chile | 2007      |
| Santiago Wanderers   | Chile | 2008      |

- Datos: Q6125626